# Teatro Zorrilla (Valladolid)
El Teatro Zorrilla de Valladolid, obra del arquitecto Joaquín Ruiz Sierra, es un teatro, ubicado en la Plaza Mayor en el mismo espacio donde se ubicó el desaparecido Convento de San Francisco. Su fachada principal no está individualizada y queda disimulada, en la plaza, dentro de los edificios uniformados por el color y el aspecto arquitectónico de vivienda. El acceso se efectúa por los soportales y su fachada trasera da a la calle Constitución.
Posee un aforo de 450 localidades, distribuidas entre patio de butacas y dos palcos en la platea, un primer piso íntegramente con palcos y un segundo piso con filas de asientos.

## Historia
Fue construido en honor al escritor vallisoletano José Zorrilla, quien acudió a la inauguración del teatro en octubre de 1884.

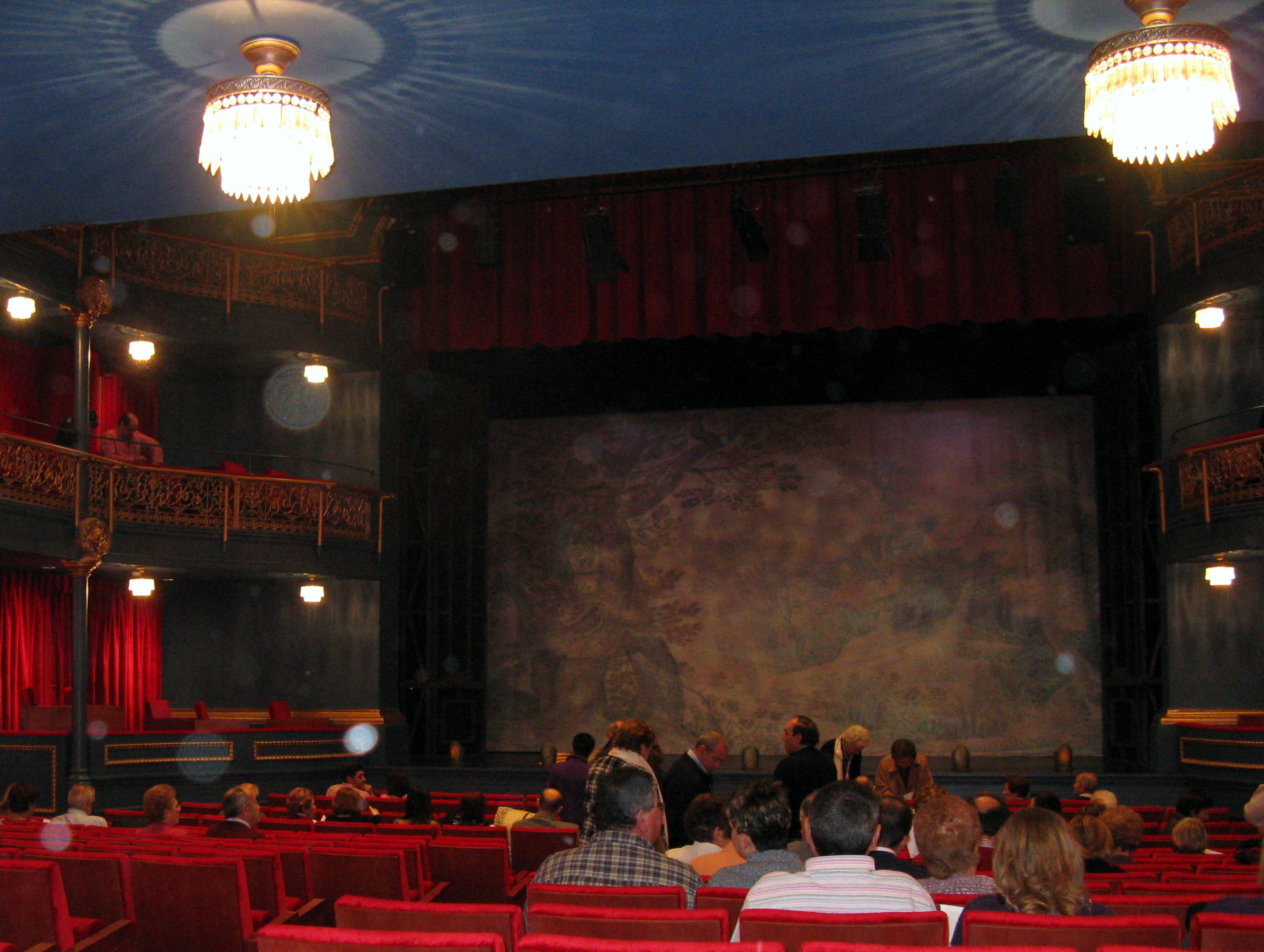
Interior del Teatro tras la restauración.

La noche del 22 al 23 de octubre de 1887 tuvo lugar el estreno de la iluminación eléctrica del Teatro Zorrilla, siendo, junto con otro local de la ciudad, los primeros en incorporar tan moderno avance para la época.
Ha sido sede de numerosos actos, y a partir de la década de los ochenta se empleó como sala de cine, utilizado como una de las sedes de la Semana Internacional de Cine de Valladolid. A mediados de los noventa, debido a su importante deterioro, se procedió a su cierre, con el ánimo de llevar a cabo un proyecto de restauración íntegra del conjunto que se demoró en el tiempo. En 2005 se iniciaron las obras de restauración completa del teatro bajo la iniciativa de la Diputación Provincial, a cargo de Roberto Valle González. Del interior se conservó únicamente el techo y la estructura de la sala, procediéndose a la renovación de mobiliario, espacio escénico y dependencias.
El nuevo proyecto adaptó el viejo teatro a las necesidades del momento, creando un gran distribuidor de acceso a la sala principal, escalera acristalada de acceso a los pisos superiores y foso de orquesta, elevándose además siete metros el cuerpo del escenario para la colocación de maquinaria moderna. Se creó también una sala pequeña que se sitúa justo debajo del nuevo vestíbulo. Entre otras cosas, la ampliación se consiguió al absorber el desaparecido Hostal Zorrilla anexo al teatro, cuyas antiguas dependencias coinciden con las de la actual sala de exposiciones, sala de prensa, oficinas, cafetería, etc.
Se reinuaguró en las Fiestas de la Virgen de San Lorenzo de septiembre de 2009.
El teatro presenta una programación continua durante todo el año de muy variados géneros: teatro, danza, conciertos, ópera y zarzuela. También tiene una sala de exposiciones, dependiente de la Diputación Provincial.

## Don Juan Tenorio
Siguiendo la histórica tradición de este teatro, desde 2010, su espacio acoge las representaciones anuales del drama Don Juan Tenorio del vallisoletano José Zorrilla en torno a los días de Todos los Santos que son encomendadas a Amigos del Teatro de Valladolid, que agrupa a los principales actores de las distintas compañías de teatro de la ciudad. De 2010 a 2014 pudo verse el montaje debido a Juan Casado. En 2015 se estrenó uno nuevo, debido a Carlos Burguillo, quien se había ocupado de la iluminación en la edición precedente. Se mantuvo el elenco del montaje anterior, salvo el papel del escultor. Dicho montaje se repone en 2016.
En los papeles principales, desde 2010, han intervenido en todas las funciones Vidal Rodríguez como Don Juan, Jesús Cirbián como Don Luis, Pedro Martín como el Comendador y Álvaro Téllez como Don Diego. Paula Palomino (2010-2011) y Julieta Fernández de la Reguera (2012-2016) han figurado en el primer reparto como Doña Inés, alternándose con otras actrices. Ocurre lo mismo con Amelia Legido, quien desde 2010 ha venido interpretando a Brígida.

## Butacas de Honor
Desde su reapertura en tiempos modernos, el Teatro Zorrilla ha dedicado ocasionalmente "butacas de honor" a personalidades destacadas del panorama nacional, por su procedencia o relación con Valladolid y, especialmente, por su vinculación con este teatro. Así, distintos asientos del patio lucen una placa dorada con dedicatorias a célebres personajes como los directores José Luis Alonso de Santos y Juan Casado, los actores Pedro Peña, Arturo Fernández, Arturo López, Juan Antonio Quintana y Emilio Laguna; los bailarines Vicente Escudero o Mariemma; la cantante Rocío Jurado; el etnógrafo Joaquín Díaz González; el compositor y director de orquesta Ernesto Monsalve; periodistas como Ángel María de Pablos o políticos como Mª Ángeles Porres y Bernardino Vergara.